# كأس ملك إسبانيا 1956
كأس ملك إسبانيا 1956 (بالإسبانية: Copa del Generalísimo de fútbol 1956)‏ هو الموسم 52 من كأس ملك إسبانيا. أشرف على تنظيمه الاتحاد الملكي الإسباني لكرة القدم، وكان عدد الأندية المشاركة فيه 16، وفاز فيه أتلتيك بيلباو.